# Nakayama Hakudō
Nakayama Hakudō (中山博道, også kaldet Nakayama Hiromichi, 11. februar 1873 i Kanazawa, Japan - 14. december 1958) ernærede sig som underviser inden for japanske kampdiscipliner og var grundlægger af iaido-stilen Muso Shinden-ryū.
Nakayama (familienavnet) stiftede Muso Shinden-ryū i 1932, var desuden leder af Muso Jikiden Eishin Ryu og havde fuld menkyo-licens i Shindō Munen-ryū. Desuden havde Nakayama menkyo-licens (shomokuroku) i jodo fra Shindo Muso Ryu og var leder af Nakayama komitéen, der skabte sværdsystemet, kaldet guntō sohō for militæret ved Toyama Gakko i år 1925.

## Udgivelser
- Nakayama, Hakudō. (1924) Kendō Tebikisō (剣道手引草).